# رگیمنتنوس ۹۳۰۷
سیارک ۹۳۰۷ (به انگلیسی: 9307 Regiomontanus، نامگذاری:1987QS) نه هزار و سیصد و هفتمین سیارک کشف شده‌است که در ۲۱ اوت ۱۹۸۷ کشف شد.
قدر مطلق سیارک برابر ۱۴٫۰۰ است.